# Donald S. Detwiler
Donald Scaife Detwiler (* 19. August 1933 in Jacksonville (Florida); † 22. Dezember 2020 in Carbondale (Illinois)) war ein US-amerikanischer Historiker.

## Leben
Er wuchs in Washington, DC auf. Er besuchte die George Washington University (1954 Bachelor in Geschichte). Er diente von 1955 bis 1957 als Geheimdienstoffizier in Deutschland. 1961 wurde er an der Universität Göttingen in Geschichte promoviert. Drei Jahre lang lehrte er Geschichte am Montgomery College am Stadtrand von Washington, DC. 1956 wechselte er an die West Virginia University und 1967 an die Southern Illinois University Carbondale, von der er 1998 als emeritierter Professor für Geschichte ausschied.

## Schriften (Auswahl)
- Hitler, Franco und Gibraltar. Die Frage des spanischen Eintritts in den Zweiten Weltkrieg. Wiesbaden 1962, OCLC 154156824.
- mit Ilse E. Detwiler: West Germany. The Federal Republic of Germany. Oxford 1987, ISBN 1-85109-017-7.
- Germany. A short history. Carbondale 1999, ISBN 0-8093-2231-5.